# Episodi di Totally Spies! - Che magnifiche spie! (quarta stagione)
La quarta stagione della serie d'animazione Totally Spies è andata in onda su TF1 in Francia e su Teletoon in Canada tra l'aprile 2006 e l'aprile del 2007. In Italia la serie è stata trasmessa per la prima volta a partire dal 1º gennaio 2007 su Italia 1.

| Nº | Titolo originale             | Titolo italiano            | Prima TV originale |
| -- | ---------------------------- | -------------------------- | ------------------ |
| 1  | The Dream Teens              | Tre Ragazzi da Sogno       | 3 aprile 2006      |
| 2  | Futureshock!                 | Un tuffo nel Futuro        | 4 aprile 2006      |
| 3  | I Hate The Eighties          | Ritorno agli Anni '80      | 5 aprile 2006      |
| 4  | The O.P.                     | La Città Perfetta          | 6 aprile 2006      |
| 5  | Evil Jerry                   | Il Malvagio Jerry          | 7 aprile 2006      |
| 6  | Alex gets Schooled           | Alex va in Collegio        | 10 aprile 2006     |
| 7  | Attack Of The 50 Foot Mandy  | Mandy all'Attacco          | 11 aprile 2006     |
| 8  | Deja-cruise                  | La crociera dei Déjà vu    | 12 aprile 2006     |
| 9  | Arnold The great             | L'Ammiraglio Ammirevole    | 13 aprile 2006     |
| 10 | 0067                         | Amore per il cinema        | 14 aprile 2006     |
| 11 | Mime is your own business    | Il Mimo misterioso         | 17 aprile 2006     |
| 12 | Mani-Maniac Much?            | La Mania della Manicure    | 18 aprile 2006     |
| 13 | Evil Bouquets Are Sooo Passe | I Fiori del Male           | 19 aprile 2006     |
| 14 | Evil Heiress Much?           | La Malvagia Ereditiera     | 20 aprile 2006     |
| 15 | Evil Ice Cream Man Much?!    | Il Perfido Gelataio        | 21 aprile 2006     |
| 16 | Sis Ka-Boom Bah!             | Lo spettacolo mancato      | 5 maggio 2006      |
| 17 | Beauty Is Skin Deep          | Bellezza a fior di pelle   | 26 giugno 2006     |
| 18 | Like, So Totally Not Spies   | La vendetta di Terence     | 10 marzo 2007      |
| 19 | Like, So Totally Not Spies   | L'amnesia                  | 17 marzo 2007      |
| 20 | The Suavest Spy              | Un ladro da amare          | 31 marzo 2007      |
| 21 | Spy Soccer                   | Una Spia Calciatrice       | 7 aprile 2007      |
| 22 | Spies on the Farm            | Tre Spie in Campagna       | 24 marzo 2007      |
| 23 | Spies in Space               | Spie Spaziali              | 14 aprile 2007     |
| 24 | Totally Busted               | Una solenne sgridata       | 8 marzo 2007       |
| 25 | Totally Busted               | Un brutto guaio            | 8 marzo 2007       |
| 26 | Totally Busted               | Tre nuove apprendiste spie | 8 marzo 2007       |